# Panama na Letnich Igrzyskach Olimpijskich 1964
Panamę na Letnich Igrzyskach Olimpijskich 1964 reprezentowało dziesięciu zawodników. Był to 5. start reprezentacji Panamy na letnich igrzyskach olimpijskich.

## Skład kadry

### Boks
Mężczyźni
- Alfonso Frazer – waga piórkowa – 17. miejsce

### Judo
Mężczyźni
- Aurelio Chu Yi – waga lekka – 9. miejsce

### Lekkoatletyka
Kobiety
- Marcela Daniel

bieg na 100 metrów – odpadła w eliminacjach
bieg na 200 metrów – odpadła w eliminacjach
- Delceita Oakley

bieg na 100 metrów – odpadła w eliminacjach
bieg na 200 metrów – odpadła w eliminacjach
- Lorraine Dunn – bieg na 80 metrów przez płotki – odpadła w eliminacjach
- Delceita Oakley, Lorraine Dunn, Jean Mitchell, Marcela Daniel – sztafeta 4 × 100 metrów – odpadły w eliminacjach

### Podnoszenie ciężarów
Mężczyźni
- Ildefonso Lee – waga lekka – 9. miejsce

### Zapasy
Mężczyźni
- Eduardo Campbell – waga musza, styl wolny – niesklasyfikowany
- Alfonso González – waga średnia, styl wolny – niesklasyfikowany
- Sión Cóhen – waga lekkociężka, styl wolny – niesklasyfikowany